# Termitodiellus hammondi
Termitodiellus hammondi är en skalbaggsart som beskrevs av Jan Krikken och Huijbregts 1987. Termitodiellus hammondi ingår i släktet Termitodiellus och familjen Aphodiidae. Inga underarter finns listade i Catalogue of Life.